# 12975 Efremov

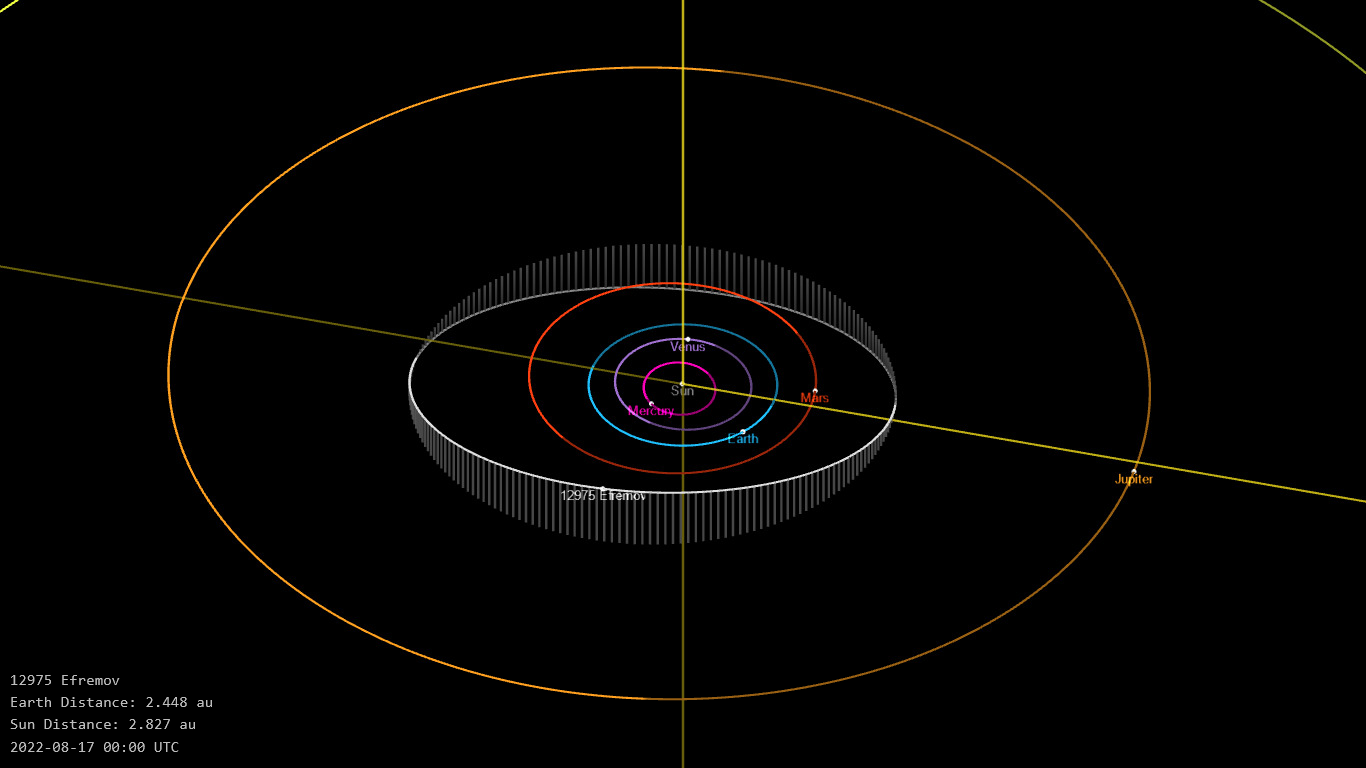

12975 Efremov è un asteroide della fascia principale. Scoperto nel 1973, presenta un'orbita caratterizzata da un semiasse maggiore pari a 2,5873461 UA e da un'eccentricità di 0,1411039, inclinata di 15,14389° rispetto all'eclittica.